# Pyrellia wittei
Pyrellia wittei är en tvåvingeart som beskrevs av Zielke 1971. Pyrellia wittei ingår i släktet Pyrellia och familjen husflugor. Inga underarter finns listade i Catalogue of Life.